# Melissa Cueto
Melissa Cueto (Pelotas, 21 de junho de 1990) é uma competidora faixa-preta de jiu-jitsu brasileiro (BJJ) do Brasil. Cueto é bicampeã mundial da IBJJF e campeã peso-médio pesado do Campeonato Pan-Americano de Jiu-Jitsu de 2022.

## Carreira inicial
Melissa Cueto nasceu em 21 de junho de 1990, em Pelotas, Brasil. Durante sua adolescência, Cueto praticou taekwondo por três anos, e aos 17 anos, seus pais a matricularam em aulas de jiu-jitsu brasileiro (BJJ). Seu primeiro instrutor foi Antônio Pedro Dias (Kapincho), que lhe concedeu todas as faixas, de branca a marrom. Após o deterioramento de sua relação com Kapincho, ela mudou de treinador para Leonardo Morosetti, da Thork Jiu-Jitsu.
Durante seu período como faixa-roxa, ela tornou-se bicampeã sul-americana, bicampeã brasileira e conquistou duas medalhas de prata no Campeonato Brasileiro. Ao alcançar o nível de faixa-marrom, venceu o ouro tanto no Campeonato Brasileiro quanto no Campeonato Mundial, o que levou à sua promoção a faixa-preta em dezembro de 2018, sob a orientação de seu então treinador, Leonardo Morosetti. Em 2019, ela se uniu a Diego Unfer, representante da RMNU Association (Robson Moura Association), e em 2021, ingressou na Associação Alliance, tornando-se membro da equipe para competições internacionais.

## Carreira como faixa-preta

### 2021-2022
Como faixa-preta, ela conquistou seu primeiro título do Campeonato Mundial da IBJJF em 2021, obtendo prata no Campeonato Mundial Sem Quimono da IBJJF. No ano seguinte, ela dominou a divisão peso-pesado no Campeonato Pan-Americano de Jiu-Jitsu de 2022, onde conquistou ouro e bronze na categoria absoluto.

### 2023
Em 2023, ela tornou-se campeã mundial pela segunda vez, vencendo a divisão peso-pesado e conquistando bronze na categoria absoluto no Campeonato Mundial de Jiu-Jitsu de 2023. Cueto foi convidada para competir em um grand prix feminino peso-pesado no BJJ Stars 11, em 9 de setembro de 2023. Ela finalizou Tamiris Silva na rodada inicial, mas perdeu por pontos para a eventual vencedora, Gabi Pessanha, na semifinal.

### 2024
Cueto conquistou uma medalha de ouro na divisão peso-pesado e uma medalha de bronze na divisão absoluto do Campeonato Europeu da IBJJF em 27 de janeiro de 2024.
Cueto competiu em um torneio feminino de quatro lutadoras na categoria absoluto no Arte Suave Elite 32, em 26 de fevereiro de 2024. Ela venceu sua luta na rodada inicial contra Brittney Johnson por decisão, mas perdeu para Thamara Ferreira por decisão na final.
Cueto conquistou uma medalha de ouro na divisão absoluto e uma medalha de prata na divisão peso-pesado do IBJJF Orange County Open, em 21 de abril de 2024.
Cueto conquistou uma medalha de bronze na divisão peso-pesado do Campeonato Mundial da IBJJF de 2024, em 1º de junho de 2024. Em seguida, conquistou uma medalha de ouro na divisão peso-pesado e uma medalha de prata na divisão absoluto no IBJJF American National Championship 2024, em 28 de junho de 2024. Ela também venceu as divisões peso-pesado e absoluto no IBJJF Sacramento Fall Open, em 29 de setembro de 2024.
Cueto competiu na divisão super-pesado na segunda edição do The Crown, em 17 de novembro de 2024. Ela venceu Isabely Lemos e Nathiely de Jesus, mas perdeu para Gabi Pessanha na final, terminando com uma medalha de prata.

### 2025
Cueto conquistou uma medalha de ouro na divisão peso-pesado e uma medalha de bronze na divisão absoluto do Campeonato Europeu da IBJJF de 2025.